# エララ (衛星)
エララ（Jupiter VII Elara）は、木星の第7衛星。木星の不規則衛星に分類される。また、ヒマリア群という衛星の集団に属している。木星の衛星の中では8番目に大きい。

## 発見
1905年にチャールズ・ディロン・パーラインがリック天文台で発見した。前年に同じくパーラインが発見した木星の衛星ヒマリアの追加観測の最中に、1月2日以降に撮影されたネガにヒマリアよりさらに暗い天体として写っているのが発見された。その後2月21日と22日の観測で、この天体が木星を公転する天体であることが確認された。なお発見日に関しては、1905年1月5日とする記述もある。

## 名称
名前はゼウスの愛人の1人であり、ティテュオスを産んだエラレーに因んで名付けられた。発見以降長い間に渡って命名されておらず、正式に命名されたのは1975年で、それ以前はJupiter VIIとして知られていた。1955年にブライアン・マースデンが提案したヘラという名前が使われることもあったが、これは最終的には採用されなかった。この他にも、複数の名称案が提案されていた。

## 物理的特徴
エララの等級は 16.3 であり、アルベドを 0.04 と仮定した場合の半径は 43 km と推定される。これはヒマリアのおよそ半分に相当し、ヒマリア群の衛星の中では2番目に大きい。推定されるアルベドが低いことを考えると、エララは木星の重力に捕獲されたC型かD型小惑星の可能性があると考えられている。
2007年2月から3月にかけて、冥王星探査機ニュー・ホライズンズが木星をフライバイした際に、探査機に搭載されている望遠カメラの LORRI によって数枚の画像が撮影された。この観測からは、エララの自転周期が 12 時間であることが分かっている。